# Lise Danvers
Lise Danvers est une actrice française née en janvier 1958 .

## Biographie
Lise Danvers est créditée au générique de deux films : La Main à couper (1973) et Contes immoraux (1974).

## Filmographie
- 1973 : La Main à couper d'Étienne Périer : Nadine Noblet la fille de Léa Massari et Michel Bouquet
- 1974 : Contes immoraux de Walerian Borowczyk : Julie (dans l'épisode La Marée)